# 24931 Noeth
24931 Noeth este un asteroid din centura principală de asteroizi.

## Descriere
24931 Noeth este un asteroid din centura principală de asteroizi. A fost descoperit pe 3 aprilie 1997 la Socorro, New Mexico, în cadrul proiectului LINEAR. Asteroidul prezintă o orbită caracterizată de o semiaxă mare de 2,58 ua, o excentricitate de 0,14 și o înclinație de 11,7° în raport cu ecliptica.